# Aythami Artiles
Aythami Artiles Oliva (ur. 2 kwietnia 1986 w Arguineguín) – hiszpański piłkarz występujący na pozycji obrońcy w UD Las Palmas.